# Antoine Yart
Antoine Yart, dit l’abbé Yart, né à Rouen le 5 décembre 1710 et mort à Saussay en 1791, est un poète, homme de lettres, critique et traducteur français.

## Biographie
Curé de Saint-Martin-du-Vivier puis de Saussay-la-Campagne, l’abbé Yart était un ecclésiastique fort instruit qui a occupé ses loisirs à des travaux littéraires, poèmes ou articles de journaux. Écrivain fécond, poète et traducteur, il a été, avec son ami Fontenelle et Le Cornier de Cideville, l’un des fondateurs de l’Académie de Rouen. Membre de la Société d'agriculture de Rouen, des académies de Caen et de Lyon, il devint censeur royal. 
On a de l’abbé Yart un grand nombre de mémoires, des fables, des épîtres et des odes lus ou envoyés par lui aux sociétés savantes dont il faisait partie. Comme traducteur, il doit être cité parmi les premiers qui essayèrent de faire connaître les beautés de la langue anglaise, publiant, à partir de 1749, des traductions de poètes anglais inédits, munies d’un appareil critique. C’est à lui que le public français de son époque lui doit la connaissance de l’œuvre poétique de Swift.
Hormis son grand œuvre, l’Idée de la poësie angloise, ou traduction des meilleurs poëtes anglois qui n'ont point encore paru dans notre langue, l’abbé Yart a donné Mémoire sur la ville de Rouen (1751) ; De l’Utilité des Académies ; Ce que les savants, les poètes et les riches doivent à la patrie ; Dissertation sur la politesse française avec la politesse littéraire dans la critique ; Dissertation sur le poème dramatique : Éloge de Marc-Aurèle, Épître à Franklin sur la philosophie morale des Anciens, Anecdotes sur Cideville et Voltaire, Mémoire ecclésiastique et politique concernant la translation des fêtes aux dimanches en faveur de la population (1765). 
Parmi les pièces de poésies du même auteur, on compte les Guerriers et les Savants, ode ; la Grandeur de Dieu, ode ; l’Univers, ode philosophique ; les Académies, poème ; Épître à la solitude ; Jeanne Darc, ode.
Il fit aussi quelques jolies fables et d’assez bonnes épigrammes.
— GRIMM, Correspondance littéraire

## Ouvrages
- Idée de la poësie angloise, ou traduction des meilleurs poëtes anglois qui n'ont point encore paru dans notre langue, contenant les Poësies de Buckingham, Adisson, Rochester, Swift, et autres avec un jugement sur leurs ouvrages et un grand nombre d’anecdotes et de notes critiques, 8 vol., Paris, Lambert, 1753

## Sources
- Théodore-Éloi Lebreton, Biographie rouennaise, Rouen, Le Brument, 1865, p. 359-360